# Жуков, Анатолий Павлович
Анатолий Павлович Жуков (30 января 1903 — 14 января 1993) — советский военачальник, генерал-майор авиации (29.05.1943).

## Биография
Родился в слободе Платово, ныне село Весело-Вознесенка в Неклиновском районе, Ростовской области. Русский. Окончил 8 классов школы.

### Гражданская война
В Красной Армии с февраля 1920 года, направлен в 4-ю кавалерийскую дивизию 1-й Конной армии. Через 2 месяца заболел тифом и после выздоровления в августе был демобилизован.

### Межвоенный период
В мае 1921 года вновь поступил на службу в РККА и направлен курсантом на командные курсы 1-й Конной армии, а по их расформировании переведен на Ростовские объединённые курсы действующих родов войск. В декабре 1922 года окончил курсы и был назначен в 10-й Таманский кавалерийский полк 2-й кавалерийской дивизии им. М. Ф. Блинова, где исполнял должности старшины эскадрона, командира взвода, врид командира эскадрона. В 1924 году вступает в ВКП(б).
С августа 1925 года учился сначала в Крымской кавалерийской школе в городе Симферополь, с октября 1926 года — в кавалерийской школе ЛВО. После неё в сентябре 1927 года командирован в Ленинградскую военно-теоретическую школу ВВС РККА, затем с августа 1928 года продолжил учёбу в 3-й военной школе летчиков и летнабов им. К. Е. Ворошилова. По завершении учёбы в сентябре 1929 года Жуков был назначен в 19-ю истребительную авиаэскадрилью, входившую в состав ВВС БВО и МВО. В её составе прослужил четыре года, исполняя должности: младшего летчика, командира звена и авиаотряда. В сентябре 1933 года эскадрилья была переименована в 26-ю истребительную и передислоцирована на Дальний Восток в состав ВВС ОКДВА.
С июля 1935 года Жуков проходил службу в Качинской Краснознаменной школе пилотов им. А. Ф. Мясникова в должностях командира отряда, зскадрильи, помощника начальника школы по летной подготовке, одновременно заочно учился в Военно — Воздушной академии имени Н. Е. Жуковского. В августе 1940 года назначен командиром 32-го истребительного авиаполка в составе ВВС ЗабВО.

### Великая Отечественная война
В начале войны полк в июле 1941 года был передислоцирован на Западный фронт, где вошел в состав 43-й смешанной авиадивизии. В ходе Смоленского сражения он вел бои под Оршей, Смоленском, Вязьмой, дошел до Рузы. Осенью и зимой 1941 года принимал участие в битве под Москвой. За этот период боевых действий в воздушных боях майор Жуков совершил 70 боевых вылетов и лично сбил 3 самолёта противника.
В январе 1942 года Жуков был назначен командиром 28-й смешанной авиадивизии резерва Ставки ВГК, затем в феврале — заместитель командующего ВВС 5-й армии Западного фронта. В апреле 1942 года вступил в командование 201-й истребительной авиадивизией. В сентябре — октябре 1942 года она была передислоцирована под Сталинград и вошла в состав 8-й воздушной армии. В кратчайший срок к началу ноября полки дивизии были подготовлены к боевой работе.
С 1 ноября 1942 года 201-я истребительная авиадивизия в составе 2-го смешанного авиакорпуса 8-й воздушной армии Сталинградского, а с 1 января 1943 года Южного фронтов проделала большую работу по прикрытию наземных войск фронта от ударов авиации противника и оборонительных боях, поддерживала действия войск Сталинградского, Донского и Юго-Западного фронтов в ходе контрнаступления под Сталинградом, участвовала в воздушной блокаде окруженной группировки противника, осуществляла прикрытие и авиационную поддержку наземных войск при разгроме котельниковской группировки врага, затем при наступлении на ростовском направлении. Всего за период с 1 ноября 1942 по 18 февраля 1943 года летчиками дивизии было проведено 170 воздушных боев, в которых сбито 94 вражеских самолёта. Кроме того, неоднократно полки дивизии осуществляли прикрытие штурмовой авиации при действиях по мотомеханизированным частям, резервам, пехотным соединениям, артиллерии противника. С апреля 1943 года дивизия входила в состав 4-й воздушной армии Северо-Кавказского фронта, вела боевые действия в районах станиц Крымская, Абинская под Новороссийском. В июле 1943 года она входила в состав 5-й воздушной армии и участвовала в Курской битве на Воронежском и Степном фронтах.
Всего за время боевых действий полковник Жуков совершил 137 боевых вылетов и в воздушных боях сбил 4 самолёта противника лично и 4 в составе группы.
В июле 1943 года генерал-майор авиации Жуков был назначен начальником Высшей офицерской школы воздушного боя ВВС Красной армии (г. Люберцы) и в этой должности находился до конца войны. Являлся соавтором Инструкции по воздушному бою истребительной авиации.

### Послевоенная карьера
В октябре 1945 года он был назначен командиром 14-го истребительного авиакорпуса 15-й воздушной армии ПрибВО. С марта 1947 по сентябрь 1948 года на учёбе в Высшей военной академии им. К. Е. Ворошилова, затем был назначен начальником Управления боевой подготовки истребительной авиации ВВС ВС СССР. В ноябре 1949 года переведен на должность начальника кафедры истребительной авиации и ПВО Краснознаменной Военно-воздушной академии. С октября 1951 года проходил службу в войсках воздушной обороны приграничной линии, исполняя должность заместителя начальника штаба войск воздушной обороны, с ноября 1951 года — заместителя начальника штаба по Главному пункту управления истребительной авиацией. С августа 1953 года — начальник 4-го центра боевого применения ВВС (Липецкий авиацентр). В октябре 1954 года Жуков был прикомандирован к Высшей военной академии им. К. Е. Ворошилова и исполнял должность старшего преподавателя кафедры оперативного искусства ВВС.
С ноября 1956 года был преподавателем военной кафедры Московского энергетического института им. В. М. Молотова. В декабре 1959 года генерал-майор авиации Жуков уволен в запас.
Скончался 14 января 1993 года. Похоронен в Москве на Троекуровском кладбище.

## Награды
СССР
- два ордена Ленина (21.04.1943, 1946);
- три ордена Красного Знамени (04.12.1941, 03.11.1944, 1951);
- орден Отечественной войны I степени (06.04.1985);
- орден Красной Звезды;
- Медали СССР.

Других государств:
- Командор Ордена Британской Империи (Великобритания 1944)[6]